# Adama Traoré (1996)
Adama Traoré Diarra (L'Hospitalet de Llobregat, 25 de janeiro de 1996) é um futebolista espanhol com nacionalidade malinesa e francesa que atua como ponta-direita. Atualmente joga no Fulham.

## Carreira

### Barcelona
Nasceu em L'Hospitalet de Llobregat, Barcelona, Catalunha, filho de malineses. Adama juntou-se ao time juvenil do Barcelona em 2004 aos oito anos, depois de um breve período com o vizinho Centre d'Esports L'Hospitalet.
Em 2013, ele foi promovido ao elenco principal do Barcelona B e fez sua estreia profissional no dia 6 de outubro, em uma derrota por 1 a 0 fora de casa contra o Ponferradina pela Segunda Divisão Espanhola.
No dia 23 de novembro, novamente saindo do banco, Adama jogou seu primeiro jogo La Liga com apenas dezessete anos, substituindo Neymar na vitória de 4 a 0 em casa sobre o Granada. Três dias depois, ele fez sua primeira aparição na Liga dos Campeões, substituindo Cesc Fàbregas no minuto 82 da derrota por 2 a 1 contra o Ajax pela Liga dos Campeões de 2013–14.

### Aston Villa
No dia 14 de agosto de 2015, Adama Traoré acertou com o Aston Villa por dez milhões de euros, com bônus de dois milhões de euros caso atinja metas.No entanto, ele sofreu lesões e jogou apenas 12 partidas. A equipe terminou em último lugar na liga e foi rebaixada para segunda divisão.

### Middlesbrough
Já no dia 31 de agosto de 2016, foi confirmado como novo reforço do Middlesbrough.
Adama lutou para causar impacto em Riverside em sua primeira temporada, fazendo 31 partidas porém não evitou o time do rebaixamento para a 2ª Divisão, mas ele estrelou pelo clube na temporada 2017-18, marcando cinco vezes em 34 jogos na liga para ajudar o clube a chegar ao play-offs e reivindicar o Jogador do Ano no processo.

### Wolverhampton
Em 8 de agosto de 2018, Traoré juntou-se ao recém-promovido Wolverhampton Wanderers, assinando um contrato de cinco anos, por uma taxa não revelada na região de £ 18 milhões. Ele marcou seu primeiro gol pela equipe e na Premier League no dia 1 de setembro - em sua 40ª participação na competição - em uma vitória por 1 a 0 contra o West Ham United.
No dia 6 de outubro de 2019, em sua 50ª participação competitiva pelo Wolves, Traoré marcou os dois gols na vitória fora de 2 a 0 contra o Manchester City. Ele marcou seu primeiro gol em competições europeias, pela Liga Europa da UEFA, quando o Wolves empatou em 3 a 3 com o Braga pela fase de grupos, no dia 28 de novembro.
Ele ganhou o prêmio de Jogador do Mês da PFA em janeiro de 2020 com 45% de votos dos fãs.

### Barcelona
Em 29 de janeiro de 2022, o Barcelona anunciou que havia chegado a um acordo com o Wolverhampton Wanderers para contratar Traoré de volta por empréstimo, com contrato até 29 de junho de 2022 e 2021/22, com opção de compra por 30 milhões de euros mais o bônus.Em 6 de fevereiro, estreou como titular e com uma assistência na vitória por 4 a 2 sobre o Atlético de Madrid pela Liga.

### Retorno ao Wolverhampton
Em 1º de julho de 2022, ele anunciou que voltaria ao clube após concluir sua transferência por empréstimo para o Barcelona.[carece de fontes?]

### Fulham
Em 12 de agosto de 2023, Adama Traoré assinou com Fulham até junho de 2025, com mais uma época de opção.

## Seleção Nacional
Traoré é elegível para representar o Mali ou a França internacionalmente por causa de seus pais, a Espanha por causa de seu nascimento em L'Hospitalet de Llobregat e a França por ter vivido no país desde criança.[carece de fontes?]
No dia 17 de fevereiro de 2014, a Federação Maliana de Futebol confirmou que Adama e seu irmão mais velho optaram por defender a Seleção Malinesa.
Em 22 de março de 2018, Traoré fez a sua estreia pela Seleção Espanhola Sub 21, jogando 15 minutos no 5 a 3 contra a  Irlanda do Norte, pela qualificação à Euro Sub 21 de 2019.
No dia 6 de novembro de 2019, Traoré declarou que queria jogar pelo Mali. No entanto, dias depois, ele recebeu sua primeira convocação para a Seleção Espanhola principal, para qualificação à Euro 2020 contra Malta e Romênia, no lugar do lesionado Rodrigo Moreno. Porém, após se lesionar, acabou substituído por Pablo Sarabia.
Em 3 de janeiro de 2020, ele disse estar indeciso entre a Seleção Espanhola e a Seleção Malinesa. Traoré é elegível para representar o Mali ou a França a nível internacional através de seus pais, a Espanha por seu nascimento em L'Hospitalet de Llobregat e a França por ter vivido no país desde criança.[carece de fontes?]

## Títulos
Barcelona[carece de fontes?]
- Copa do Rei: 2014–15

### Prêmios individuais
- Segunda Divisão do Ano: 2013–14[22]
- Jogador Jovem do Ano em Middlesbrough: 2017–18[23]
- Jogador do Ano da torcida do Middlesbrough: 2017–18[carece de fontes?]
- Jogador do Mês da PFA: janeiro de 2020[carece de fontes?]